# Biblioteca dei Girolamini

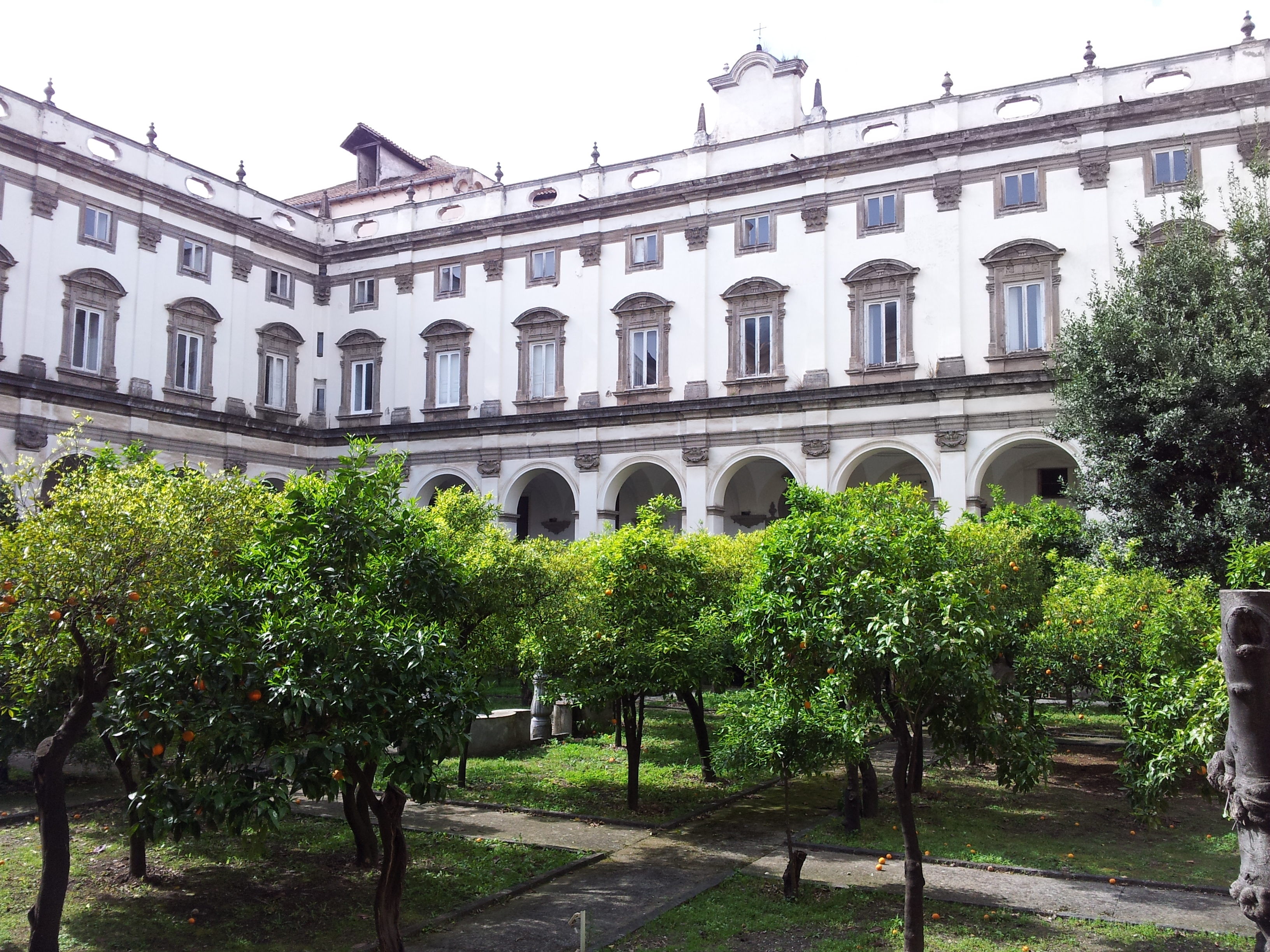
Cloître des oranges du couvent des Girolamini.

La bibliothèque des Girolamini (Biblioteca dei Girolamini - Biblioteca statale oratoriana del monumento nazionale dei Girolamini), littéralement bibliothèque des hiéronymites ou des oratoriens, est une institution culturelle de la ville de Naples. Il s'agit de la plus ancienne bibliothèque de Naples, dotée d'une importante dotation, bien qu'elle se dégrade. Elle se trouve dans les anciens locaux du couvent des oratoriens de Naples, adjacent à l'église des Oratoriens (ou chiesa dei Girolamini).

## Patrimoine bibliographique

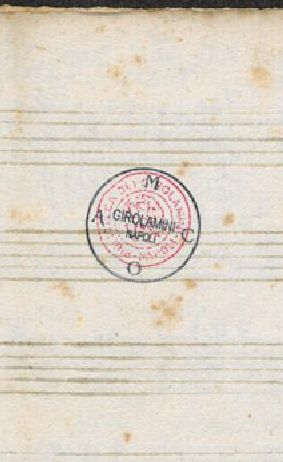
Le cachet de la bibliothèque sur une portée.

La bibliothèque contient environ 157 700 titres, principalement anciens, dont 120 incunables, 5 000 cinquecentine, de nombreux manuscrits dont environ 6 500 concernant des compositions et œuvres musicales du XVIe au XIXe siècle.
Le patrimoine contient également la riche collection de livres de la collection privée de Giuseppe Valletta (18 000 volumes environ, avec des éditions rares des XVIe et XVIIe siècles : littérature classique grecque et latine, histoire et philosophie, acquise par les pères oratoriens à la suite de la donation faite par Giambattista Vico de sa propre bibliothèque. Une salle de la bibliothèque est dédiée au philosophe napolitain qui a donné les premières éditions de ses œuvres au couvent : la salle Giambattista Vico.
D'autres fonds précieux y sont conservés : le fonds Agostino Gervasio (archéologie, numismatique, bibliographie, littérature classique), le Fonds Filippino (Histoire de l'Église, textes sacrés, théologie) et le Fonds Valeri (940 volumes sur l'histoire de Naples et de l'Italie méridionale).
Cet environnement est potentiellement accessible au public grâce aux travaux de catalogage numérique et de restauration de livres réalisés en 2012. Toutefois, la veille de son ouverture au public, toute la bibliothèque (y compris la salle de Giambattista Vico), est mise sous séquestre par la police.

## Histoire
Ouverte au public en 1586, la bibliothèque est spécialisée en philosophie, en théologie chrétienne, en histoire de l'Église en Europe, en histoire de l'Église, en musique sacrée et en histoire de l'Europe. D'un point de vue architectural, elle fait partie du complexe de l'église des Girolamini.
Le bâtiment qui l'abrite est remanié au XVIIIe siècle par Arcangelo Guglielmelli, le travail étant terminé par son fils en 1727. Il abrite aussi des fresques de Pietro Bardellino (fin XVIIIe siècle).
Son statut actuel, bibliothèque publique d'État, est l'héritage de son état antérieur, depuis le XVIIe siècle, elle est consacrée à la fréquentation du  public. On connaît, par ailleurs, sa fréquentation par Giambattista Vico, qui est enterré sous la chapelle Saint-Agnès de l'église des Girolamini adjacente.
Vers la fin des années soixante-dix, Gerardo Marotta obtient de l'État l'autorisation d'y placer des livres et quelques activités de l'Institut italien d'études philosophiques, mais le projet ne se concrétise pas à cause du tremblement de terre de 1980, qui aboutit à l'utilisation des locaux comme abri temporaire pour les personnes déplacées. Commence alors une époque d'abandon qui se prolonge des décennies.
L'établissement a été fermé au public et est dans un état de délabrement avancé. La déficience de la sécurité, selon une estimation de l'actuel conservateur, le Père Sandro Marzano, amènerait à la disparition de centaines de volumes…

### Évènements récents
La nomination du directeur de la bibliothèque, en 2012, Marino Massimo De Caro (né en 1973), par le ministre pour les Biens et les Activités culturels, Lorenzo Ornaghi, suscite la perplexité. Francesco Caglioti, professeur à l’Université de Naples entreprend alors une campagne de signatures parmi les représentants de la culture, afin de demander son renvoi par le ministère.
À la suite de ces événements, le 19 avril 2012, jour de l'ouverture de la bibliothèque Vico, le complexe entier de la bibliothèque est mis sous séquestre par la police, le directeur De Caro est interrogé et suspendu de ses fonctions. Les enquêtes aboutissent à la découverte, dans la province de Vérone, d'un dépôt contenant 240 volumes volés à la bibliothèque. Les enquêtes permettent d'acquérir la preuve que de nombreux autres volumes ont déjà pris la route à l'étranger, et les noms de certains acheteurs, résidant en Angleterre, au Japon et aux États-Unis. Des procédures de récupération de matériel vendu illégalement ont été engagées contre ces derniers. L'enquête mène à l'arrestation du directeur De Caro et à des enquêtes sur le conservateur de la bibliothèque, le père Sandro Marsano et Maria Grazia Cerone, collaboratrice du sénateur Marcello Dell'Utri,.